# Drosophila niveifrons
Drosophila niveifrons är en tvåvingeart som beskrevs av Toyohi Okada och Carson 1982.

## Taxonomi och släktskap
Drosophila niveifrons ingår i artgruppen Drosophila immigrans och artundergruppen Drosophila nasuta.

## Utbredning
Artens utbredningsområde är Nya Guinea.